# Prachtadler
Der Prachtadler (Spizaetus ornatus), auch Prachthaubenadler genannt, ist ein in Zentral- und Südamerika vorkommender Greifvogel aus der Familie  der Habichtartigen (Accipitridae).
Die Bestandssituation des Prachtadlers wird von der IUCN mit ungefährdet (least concern) angegeben. Es werden zwei Unterarten unterschieden.

## Erscheinungsbild

### Körpermaße
Der Prachtadler erreicht eine Körperlänge von 58 bis 67 Zentimeter, wovon beim Männchen 24,4 bis 26,8 Zentimeter auf das Schwanzgefieder entfallen, beim Weibchen dagegen 26,6 bis 29 Zentimeter. Die Flügel haben bei den Männchen eine Länge von 31,2 bis 36 Zentimeter, bei den Weibchen von 35,3 bis 38,8 Zentimeter. Die Flügelspannweite beträgt 105 bis 120 Zentimeter. Das Gewicht liegt bei den Männchen zwischen 906 und 1132 Gramm, die Weibchen werden bis zwischen 1200 und 1632 Gramm schwer. Die Augen adulter Vögel sind grünlich gelb bis gelb. Der Schnabel und die Wachshaut sind grau. Die Beine und Füße sind bei beiden Geschlechtern gelb. Abgesehen vom Größenunterschied gibt es keinen auffälligen Geschlechtsdimorphismus.

### Adulte Prachtadler
Adulte Prachtadler haben eine schwarze Federhaube und einen rotbraunen Gesichtsschleier. Der Mantel ist schwärzlich und der Rücken und die Flügel sind braun. Die Schwanzdecken sind braun mit weißen Federspitzen und auf dem schwarzen Schwanzgefieder befinden sich drei braungraue Querbänder.
Die Kehle ist weiß, der weiße Fleck erstreckt sich bis zur Mitte der Brust. Im Gesicht befindet sich ein schwarzer Bartstreif und die Brustseiten sind rotbraun. Der Bauch ist dagegen schwarzweiß quergebändert.

### Jungvögel
Jungvögel sind auf der Körperoberseite überwiegend dunkelbraun, davon hebt sich der weiße Kopf stark ab. Der Scheitel ist schwarz gestrichelt, die Haube hat schwarze Federspitzen. Das schwarze Schwanzgefieder hat breitere weiße Spitzen als bei den adulten Vögeln, ist auf der Unterseite weißlich und weist auf der Oberseite fünf schmale graue Querbänder auf. Die Körperunterseite ist überwiegend weiß mit einigen schwarzen Querbändern auf den Flanken und Schenkeln.

Das Verbreitungsgebiet in Mittel- und Südamerika

## Verbreitungsgebiet und Unterarten
Es werden zwei Unterarten unterschieden, die in den folgenden Regionen vorkommen:
- S. o. vicarius Friedmann, 1935[3] – Süden Mexikos, wobei er im südlichen Ostmexiko am häufigsten ist, sowie in Zentralamerika bis in den Westen von Kolumbien und Ecuador und den äußersten Nordwesten von Peru.
- S. o. ornatus (Daudin, 1800)[4] – Die Nominatform kommt vom Osten Kolumbiens bis nach Venezuela, Trinidad und Guyana vor. In südlicher Richtung erstreckt sich das Verbreitungsgebiet über den Osten von Ecuador, den Osten von Peru, Bolivien und den Nordwesten und Nordosten von Argentinien.

## Lebensraum
Der Lebensraum des Prachtadlers sind hohe tropische und subtropische Regenwälder in den Tiefebenen und Vorgebirgen. In einigen Regionen kommt er an Waldrändern, an Wäldern entlang von Fließgewässern vor und er besiedelt auch Galeriewälder und gelegentlich sogar niedrig gewachsene Wälder in Feuchtgebieten. Häufiger als der Tyrannenadler kommt er in großen, zusammenhängenden Primärwäldern vor.

## Lebensweise
Der Prachtadler lebt einzelgängerisch oder paarweise. In den Morgenstunden sind sie häufig dabei zu sehen, wenn sie hoch oben in der Luft kreisen. Bei niedriger fliegenden Prachtadlern ist häufig ihr lautes Pfeifen zu vernehmen.
Ihre Nahrung besteht aus Vögeln und Säugetieren. Daneben fressen sie auch Schlangen und große Eidechsen. Die Vogelarten, die sie schlagen, wiegen zwischen 160 Gramm und 3,8 Kilogramm. Zu den Beutetieren zählen Blaureiher, Hokkohühner, Zahnwachteln, Tukane, Tauben und Papageien. Zu den Säugetieren ihres Beutespektrums zählen verschiedene Hörnchen, Ratten, Agutis und Kleinbären wie der Wickelbär. Sie jagen bevorzugt im Wald, indem sie von Ansitzwarten aus Beutetieren auflauern.

## Fortpflanzung
Die Brutzeit fällt in Zentralamerika in den Zeitraum Dezember bis September und in Brasilien in den Zeitraum von August bis Januar. Ferguson-Lees et al. vermuten, dass die Fortpflanzungszeit so ausgerichtet ist, dass die Ablage der Eier noch in die Trockenzeit fällt, die Nestlinge aber dann zum Beginn der Regenzeit flügge werden.
Das Nest befindet sich hoch oben auf hohen Bäumen und ist mit einem Durchmesser von bis zu 1,25 Meter und einer Höhe von 50 Zentimeter und mehr sehr groß. Das verbaute Nistmaterial, das aus Ästen besteht, die einen Durchmesser von bis zu 10 Zentimeter haben, entspricht nach einigen Schätzungen 1,5 Kubikmetern. Das Nestinnere wird mit grünen Blättern ausgelegt. Das Gelege besteht aus einem, seltener zwei Eiern. Die Brutzeit beträgt etwa 48 Tage. Die Nestlinge werden 69 bis 93 Tage nach dem Schlupf flügge. Sie bleiben aber bis zu 12 Monate in Nestnähe und sind in dieser Zeit noch von den Elternvögeln abhängig.

## Etymologie und Forschungsgeschichte
Die Erstbeschreibung des Prachtadlers erfolgte 1800 durch François-Marie Daudin unter dem wissenschaftlichen Namen Falco ornatus. Als Verbreitungsgebiet gab er Cayenne an. 1816 führte Louis Pierre Vieillot die für die Wissenschaft neue Gattung Spizaetus ein. Der Begriff Spizaetus ist in Wortgebilde aus σπιζίας spizías, deutsch ‚Falke, Habicht‘ und ἀετός aëtós, deutsch ‚Adler‘. Der Artname ornatus hat seinen Ursprung in lateinisch ornatus, ornare ‚verziert, geschmückt, dekoriert, prächtig, verschönert, schmücken‘. Vicarius leitet sich von lateinisch vicarius, vicis ‚Ersatz, Stellvertreter, Wechsel‘ ab. Alfred Laubmann hatte für sein Werk Die Vögel von Paraguay einen Balg gesammelt in Nueva Germania zur Verfügung. Den Nachweis in der Literatur sah er im Departamento Alto Paraná durch Arnaldo de Winkelried Bertoni. Bertoni nannte die Art Spizaetus apirati heute ein Synonym zur Nominatform. Enrique Lynch Arribálzaga präzisierte den Fundort Bertonis als Río Monday. Zusätzlich erwähnte Laubmann Esparvero del calzado von Félix de Azara. Apirati stammt aus der Guaraní-Sprache und leitet sich von apí, áva für Oberseite des Kopfes, Haar und pi, piré für Haut, Fell ab.